# كارل فيرتز
كارل فيرتز (بالألمانية: Karl Wirtz)‏ (و. 1910 – 1994 م) هو فيزيائي، وأستاذ جامعي من ألمانيا . ولد في كولونيا .

## التعليم
تعلم في جامعة بون

## مناصب وهيئات
أدار معهد كارلسروه للتكنولوجيا.

## روابط خارجية
- كارل فيرتز على موقع مونزينجر (الألمانية)